# Eridolius rubricoxa
Eridolius rubricoxa là một loài tò vò trong họ Ichneumonidae.